# Paecilaema irmae
Paecilaema irmae is een hooiwagen uit de familie Cosmetidae.